# And (album)
And (stilizzato AND) è il quattordicesimo album in studio della cantante giapponese Koda Kumi, pubblicato nel 2018.

## Tracce
1. Party – 3:21
2. Sweetest Taboo – 3:20
3. Got Me Going' – 2:40
4. Who – 3:43
5. Outta My Head
6. Never Enough – 3:17
7. All Right – 4:05
8. LIT – 3:10
9. Brain – 2:32
10. It's My Life – 3:38